# Трактат атеології
«Трактат атеології» (фр. Traité d'athéologie) — книга відомого французького філософа Мішеля Онфре, що вийшла 2005 року. Розійшлась тиражем 500 тисяч примірників. Назва є відсиланням до незакінченої багатотомної праці Жоржа Батая «Сума атеології».
У своїй книзі Онфре виходить з того, що ми живемо не в атеїстичні, а в нігілістичні часи і що час справжнього атеїзму ще тільки має настати, хоча вже існувало багато зразків «християнського атеїзму» — надто залежного від християнства, щоб пропонувати йому реальну альтернативу. Зокрема, марксизм-ленінізм з його ентузіазмом до богоборства Онфре відносить саме до такого християнського атеїзму. Автор висміює священні писання і чорні плями в історії релігій. Основну частину «Трактату» займає жорстка критика трьох монотеїстичних релігій — християнства, ісламу та іудаїзму. Книга розрахована на науковців, викладачів і студентів, що цікавляться питаннями філософії, релігії, етики, соціальної психології, культурології.
2007 року книгу перекладено англійською мовою під назвами «Atheist Manifesto: The Case Against Christianity, Judaism, and Islam» і «In Defence of Atheism: The Case Against Christianity, Judaism and Islam». 2010 року вийшов український переклад книги.

## Короткий зміст
Книга складається з чотирьох частин: «Атеологія», «Монотеїзм», «Християнство», «Теократія», а також змістовного бібліографічного огляду.
У першій частині — «Атеологія» — автор розвиває вчення Ніцше, при цьому критикуючи його думку про смерть Бога. Потім він розмірковує про те, що поняття «атеїст» первісно має негативне забарвлення.
Друга частина — «Монотеїзм» — містить структурний аналіз трьох авраамічних релігій. Онфре пише про їхнє історичне підґрунтя і виявляє спільні риси, зокрема забобони, відмову від розуму, поневолення жінок, ненависть до вірян інших релігій, заперечення прогресу та науки, мізантропію, ненависть до інтелекту, закріпачення власного тіла і взагалі самоприниження в надії на розкіш в іншому житті.
Третя частина — «Християнство» — присвячена проблемі існування Ісуса. На думку автора, заяви про його існування ґрунтуються на неправдивих свідченнях. Він також стверджує, що апостол Павло описує Ісуса як невротика і істеричну людину. Потім Мішель Онфре пояснює, як, скориставшись ситуацією, імператор Костянтин зробив християнство державною релігією.
В останній частині — «Теократія» — автор пояснює взаємозв'язок трьох монотеїстичних релігій з політичною владою. Потім він показує низку суперечностей у священних книгах.
Книга завершується висуненням ідей нового атеїзму і секуляризму, які автор назвав постхристиянськими, і в яких, на його думку, Бог і моральність зникли.

## Відгуки та обговорення
У відповідь на «Трактат», у Франції написано п'ять книг, переважно з боку християн.
У католицькому журналі «Esprit & Vie» роботу Онфре схарактеризовано так: «нетипова книга, що живить ненавистю стосовно релігії в цілому <…> Він не запропонував нічого принципово нового, порівняно з Ніцше».
Навпаки, науково-популярний журнал «Automates intelligents» високо оцінив книгу, сказавши, що «вона читається немов роман» і відзначивши її «приємний стиль». У журналі також оцінено те, що Мішель Онфре згадує багатьох сучасних вчених, відстоює честь наукового матеріалізму та атеїзму.

## Видання українською
- Онфре М. Трактат атеології. Фізика метафізики / Пер. з фр. та наук. ред. А. Рєпи. — К. : Ніка-Центр, 2010. — 216 с. — ISBN 978-966-521-540-0.